# ブラックアロワナ
ブラックアロワナ（学名：Osteoglossum ferreirai）は、アロワナ目アロワナ科アロワナ亜科に属する魚類。

## 分布
ネグロ川や、支流のブランコ川に分布する。

## 特徴
成魚の体色は銀色であるが幼魚の体色は黒に黄色のストライプで、ブラックアロワナという名前は幼魚の体色に由来する。シルバーアロワナと比較すると、体型は似ているが背びれと尻びれ、尾びれが青黒い色になり、黄白色の縁取りがあるという違いがある。シルバーアロワナとともに安価で販売されている。
体長は最大で1.2mほどとなり、アジアアロワナよりも体高は低い。飼育下では70cm程度で、シルバーアロワナよりも成長は遅い。